# Joe Purdy

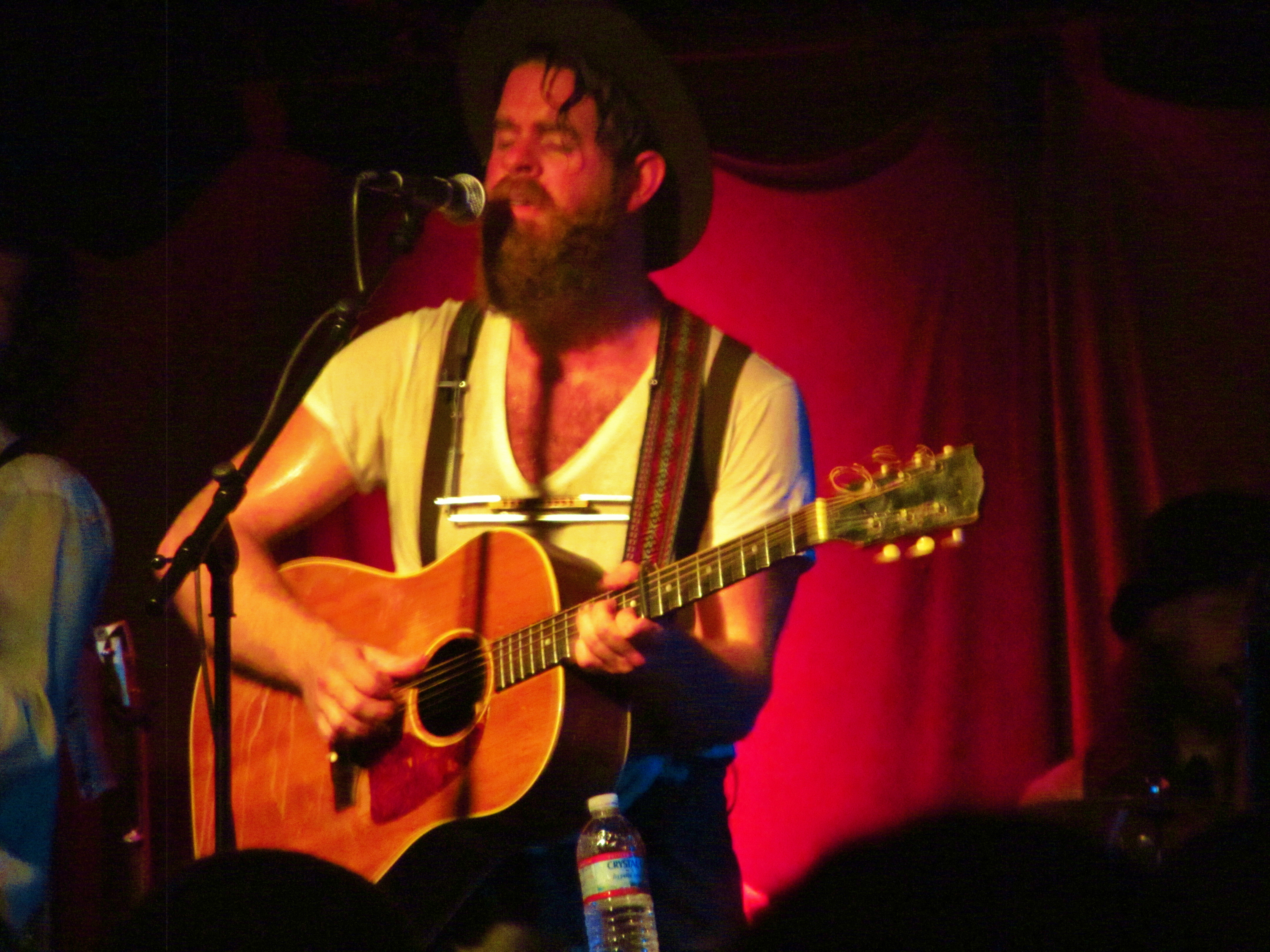
Joe Purdy

Joe Purdy ist ein US-amerikanischer Folksänger und Autor von Liedtexten aus Fayetteville, Arkansas, USA.

## Band
Purdys Band besteht aus:
- Brian Wright
- Willy C. Golden
- Deacon
- Al Sgro

## Stil
Joe Purdy hat seinen musikalischen Ursprung aus dem Folk, hat in seine Lieder jedoch auch Elemente aus den Bereichen Blues, Country und Acoustic eingebaut. Einen genauen Stil zu bestimmen, ist nahezu unmöglich. Er benutzt neben seinem Klavierspiel viele Gitarrenakkorde.

## Beruflicher Werdegang
Schon im jungen Alter beschäftigte sich Joe Purdy bereits mit Größen wie Bob Dylan. Ähnlich wie dieser, schreibt Joe Purdy oft tiefgründige Texte, die oft von großen Verlusten, manchmal aber auch von kleineren Ärgernissen oder einfach nur einem verregneten Tag handeln.
Bisher wurden Purdys Lieder 200.000 Mal aus dem Internet heruntergeladen. Die beiden Alben Paris in the Morning und You Can Tell Georgia kamen dabei zusammen auf über 80.000 Mal.
2006 tourte er mit Tom McRae durch das Vereinigte Königreich.

## Veröffentlichungen
Purdys Veröffentlichungen sind Stompingrounds, Julie Blue, Only Four Seasons, You Can Tell Georgia, Paris In The Morning, Canyon Joe, and Take My Blanket and Go. Seine ersten beiden Alben Joe Purdy und Sessions from Motor Ave. waren nicht im Handel erhältlich.
You Can Tell Georgia wurde in der Nähe von London aufgenommen. Sofort im Anschluss begann die Tour mit Tom McRae. Paris in the Morning nahm die Band während eines kurzen Aufenthaltes in Paris einige Monate später auf.

## Sonstiges
Joe Purdy hat ein großes Ansehen bei seinen Fans, da er sich sehr mit seiner Fanpost beschäftigt und versucht, möglichst eine nahe Bindung zu seinen Fans zu halten.

## Film und Fernsehen
Purdy spielte die Hauptrolle des Elliot im Spielfilm American Folk, der am 26. Januar 2018 in den USA veröffentlicht wurde.
Einem breiten Publikum wurde Joe Purdy vor allem durch Begleitlieder in US-amerikanischen TV-Serien und deren Export in andere Länder bekannt:
- „I Love the Rain“ (auch aus Julie Blue) in der siebten Episode von Grey’s Anatomy und „The City“ (aus Only Four Seasons) auf dem Grey’s Anatomy Season One Soundtrack. Außerdem „Suitcase“ (auch aus Only Four Seasons), „Can’t Get It Right Today“ (aus You Can Tell Georgia) und „San Jose“ (aus Take My Blanket And Go).
- Kurz nachdem der Song „Suitcase“ in der siebten Folge von Grey's Anatomy und „I Love the Rain“ (beide aus Julie Blue) in der achten Folge der ABC-Show zu hören waren, wurde auch „The City“ (aus Only Four Seasons) in den Grey's Anatomy Season One Soundtrack aufgenommen. Zusätzlich landete Purdy drei weitere Songs in  Grey’s Anatomy Episoden: „Suitcase“ (aus Only Four Seasons), „Can't Get It Right Today“ (aus You Can Tell Georgia) und zuletzt „San Jose“ (aus Take My Blanket And Go).
- Sein Song „Wash Away (Reprise)“ (auch aus Julie Blue) wurde von J. J. Abrams für die dritte Folge der ersten Staffel der ABC-Hitserie Lost ausgewählt.
- Purdys Song „Mary“ (aus von Julie Blue) wurde im  Film Die Bienenhüterin verwendet.
- Außerdem war sein Song „Miss Me“ im Film Verrückt nach dir (2010) von Drew Barrymore und Justin Long zu hören.
- Sein Song „Rainy Day Lament“ (und „Good Days“ vom Album Stompingrounds) wurde in der ersten Folge der 7. Staffel von Dr. House gespielt.
- Der Song „Mary May & Bobby“ war auch in einer Folge von Suburgatory zu hören.
- Mehrere von Purdys Songs sind in dem 2013 erschienenen Film Straight A's zu hören.
- Außerdem war Purdys Song „Outlaws“ im Film iLove: geloggt, geliked, geliebt zu hören.

Außerdem ist Purdys Lied Can't Get It Right Today in einem Werbespot des Kia Spectra zu hören.

## Diskografie
- 2001: Joe Purdy
- 2002: Sessions from Motor Ave.
- 2003: Stompingrounds
- 2004: Julie Blue
- 2006: Only Four Seasons
- 2006: You Can Tell Georgia
- 2006: Paris in the Morning
- 2006: Live at Hotel Cafe 8/12/06
- 2007: Canyon Joe
- 2007: Take My Blanket and Go
- 2009: Last Clock on the Wall
- 2010: 4th Of July
- 2010: This American
- 2014: Eagle Rock Fire
- 2017: Who Will Be Next?

Vertreten ist Purdys Musik auch auf den folgenden Soundtracks:
- 2005: Grey’s Anatomy Season One
- 2006: Peaceful Warrior
- 2007: Grey's Anatomy Season Three